# Gaia Masetti
Gaia Masetti (Sassuolo, 26 oktober 2001) is een Italiaans wielrenster.

## Carrière
Masetti reed in 2020 en 2021 bij de Italiaanse ploeg Top Girls Fassa Bortolo, namens deze ploeg nam ze in 2020 onder andere deel aan Strade Bianche en in 2021 aan meerdere wedstrijden op Spaanse bodem. In 2022 maakte ze de overstap naar AG Insurance-NXTG. Haar debuut voor de ploeg maakte ze in de Omloop Het Nieuwsblad. Later dat jaar nam ze voor het eerst deel aan de Ronde van Frankrijk, waar ze de tweede etappe niet uitreed. In 2023 behaalde haar eerste profoverwinning: ze won La Classique Morbihan, voor landgenotes Alessia Vigilia en Sofia Bertizzolo. In september 2024 maakte ze deel uit van de Italiaanse selectie die de gemengde ploegenestafette op het Europese kampioenschap won.

## Overwinningen
2023
La Classique Morbihan
2024
 Europees kampioen gemengde ploegenestafette, elite

### Resultaten in voornaamste wedstrijden
| Jaar | Ronde van Italië | Ronde van Frankrijk | Ronde van Spanje |
| ---- | ---------------- | ------------------- | ---------------- |
| 2020 |                  |                     |                  |
| 2021 |                  |                     |                  |
| 2022 |                  | opgave              |                  |
| 2023 | 45e              |                     |                  |
| 2024 | 48e              | 60e                 |                  |
| 2025 | 80e              |                     |                  |

| Jaar | Gent-Wevelgem | Ronde van Vlaanderen | Parijs-Roubaix | Amstel Gold Race | Luik-Bast.‑Luik | Strade Bianche | Waalse Pijl |
| ---- | ------------- | -------------------- | -------------- | ---------------- | --------------- | -------------- | ----------- |
| 2020 |               |                      |                |                  |                 | opgave         |             |
| 2021 |               |                      |                |                  |                 |                |             |
| 2022 | opgave        | opgave               | 68e            | 81e              |                 |                | 62e         |
| 2023 |               |                      |                | 63e              | 80e             | 51e            |             |
| 2024 |               |                      |                |                  | opgave          | 44e            | 92e         |
| 2025 |               |                      |                |                  |                 | opgave         |             |

## Ploegen
- 2020 –  Top Girls Fassa Bortolo
- 2021 –  Top Girls Fassa Bortolo
- 2022 –  AG Insurance-NXTG Team
- 2023 –  AG Insurance-Soudal Quick-Step
- 2024 –  AG Insurance-Soudal Team
- 2025 –  AG Insurance-Soudal Team

Benito · Boogaard · Borgström · Ghekiere · Goossens · Henttala · Kasper · Knaven · Louw · Masetti · Meertens · Moolman-Pasio · Pluimers · Rijnbeek · Steigenga · Wollaston
Benito · Bentveld (vanaf 24/4-tot 13/9) · Boogaard · Borgström · De Schepper (vanaf 14/6) · Ghekiere · Gigante · Goossens · Le Court · Louw · Masetti · Moolman-Pasio · Pluimers · Rijnbeek · Steigenga · Van de Velde · Wollaston
Bastiaenssen · Benito · Bentveld · Borgström · Bossuyt (vanaf 14/6) · Castrique · De Schepper · Ghekiere · Gigante · Goossens · Le Court · Louw · Manly · Masetti · Moolman-Pasio · Pluimers · Steigenga · Van de Velde · Verhulst-Wild · Žigart